# Nikopol (Bulgarien)
 Ikke at forveksle med byen Nikopol i Ukraine.
Nikopol (bulgarsk: Никопол), i middelalderen kendt som Nikopolis, er en by i det nordlige Bulgarien med 3.464 (2024) indbyggere. Byen ligger på den højre bred af floden Donau, der her udgør grænsen til Rumænien.